# Filharmonische Maatschappij van Brugge
De Philharmonische Maatschappij werd op 22 april 1822 gesticht met als voornaamste doelstelling het inrichten van concerten. Die concerten werden ingericht soms met de eigen harmonie, soms met een muziekkapel van de in Brugge gelegerde regimenten. Ook deden ze mee aan muziektoernooien of richtten ze deze zelf in.

## 1822 – 1884: de gloriejaren
De eerste jaren hadden ze geen eigen uniform. Pas in 1826 kregen ze van Willem I toestemming een eigen uniform te hebben. Een volgend hoogtepunt was het winnen van een muziektornooi in Duinkerke. Als ze enkele dagen later terug aankwamen in Brugge, werden ze door de Brugse verenigingen feestelijk onthaald.
In 1830 kocht de filharmonie een terrein buiten Brugge, langs de Steenbrugse Wandeling, nu de Baron Ruzettelaan in Assebroek. Deze grond groeide en slonk door de jaren heen. Later bouwden ze een ruim gebouw met feestzaal en kiosk, beiden ondertussen verdwenen. Door de aankoop van de grond werd dit jaar later beschouwd als de officiële start van de filharmonie.
Het ledenaantal zelf groeide. Het jaarverslag van 1877 spreekt van 323 leden, waarvan het merendeel 21,16 frank/jaar bijdroegen. De andere inkomsten kwamen uit de concerten, bals, een tombola en het verhuren van de zaal aan andere verenigingen en maatschappijen.
Dat de filharmonie bestond uit de rijkere klasse wordt duidelijk als men de ledenlijst bekijkt. Eén van de mede-oprichters was Jean-Baptiste Coppieters 't Wallant, de eerste Belgische burgemeester van Brugge. Onder de leden vond men vertegenwoordigers van de adel, hogere officieren, dokters en advocaten.

## 1885 – 1892: het verval
Hoewel het aantal leden en de vele activiteiten kunnen wijzen op een financieel gezonde vereniging, was dit niet waar. Het onderhoud van het gebouw en de kosten van het personeel waren hoog. De filharmonie moest een lening aangaan. Maar dit bleek niet voldoende. En toen de kiosk het begaf onder de sneeuw, waren de kosten hoger dan de inkomsten. Een daling van het aantal leden maakte de situatie nog erger.
Om het tij te keren nam men een aantal maatregelen. Ongetrouwde broers en zonen van leden mochten nu ook lid worden tegen de helft van het lidgeld, 10,58 frank. Maar het baatte niet veel. In 1890 waren er nog 13 leden en de vereniging overwoog om zichzelf op te heffen. In 1891 was het totale crisisjaar: geen concerten, geen lidgelden, geen feesten. Om de schulden te betalen werden enkele oude meubelen en bomen verkocht. Vanaf 1892 namen een aantal jongere leden het bestuur en een deel van de schulden over zodat de filharmonie gered was.

## 1893 – 1909: een korte heropleving en verder verval
Het ledenaantal steeg weer, in 1893 zelfs tot 189 leden. Het hof en de gebouwen werden opgeknapt. In 1893 werden naast 20 concerten een aantal extra activiteiten georganiseerd, o.a. een danscursus, vuurwerk en lawntennis.
Naast het stijgen van de inkomsten, bespaarde men ook op de vergoeding van de conciërge en de hulpsecretaris.
Deze groei was echter maar tijdelijk. Vanaf 1893 daalde het ledenaantal weer. De schulden stegen en de activiteiten daalden. De georganiseerde feestelijkheden gebeurden door externe verenigingen. De filharmonie organiseerde enkel nog een kerstfeest en -bal. Ook het bestuur leed onder de malaise. Niemand stond te dringen om een plaats in het bestuur te hebben.
Enkel door een aantal leningen, het verkopen van grond en door geldschieters, meestal de voorzitter, overleefde de filharmonie.

## 1909 – 1947: een winstgevende vereniging zonder doel
Tegen 1909 wist niemand nog wat aan te vangen om de grote kosten van het onderhoud op te vangen. In 1910 verhuurde de vereniging de grond en de gebouwen aan de 'Société Royale d'horticulture'. Mits deze laatste de belastingen en het onderhoud ook op zich nam. Voorwaarde was wel dat de filharmonie eerst de gebouwen herstelde. Om deze kosten te dragen, werd opnieuw een stuk grond verkocht.
In 1914 begon de Eerste Wereldoorlog en werd op de gronden van de filharmonie beslag gelegd door de Duitsers. Gedurende de ganse oorlog werden  geen activiteiten georganiseerd. Pas in 1920 kwam er opnieuw leven in de filharmonie.
De gloriejaren waren echter voorbij. Het ledenaantal bleef beperkt. De lokalen werden meer en meer verhuurd aan externe verenigingen. Eigen activiteiten werden quasi niet meer georganiseerd. De kosten voor het onderhoud bleven ook komen zodat men weer stukken grond, oude meubelen en bomen verkocht. De schuld t.o.v. de voorzitter liep op tot 20.000 frank eind 1928.
In 1929 werden de eerste stappen gezet om de vereniging om te vormen tot een vzw. In 1930 werd deze wijziging officieel gepubliceerd. In 1929 werd ook de volledige grond te koop gezet. Maar de vraagprijs was te hoog zodat ze niet verkocht geraakte.
In 1930 zou de filharmonie haar vermeende 100-jarige bestaan moeten vieren. Maar het enige wat gebeurde was een tombola voor de resterende 22 leden. De volgende jaren organiseerde de filharmonie enkel nog een aantal reizen voor de eigen leden. En werden, om de kosten te betalen, stukken grond verkocht, of beroep gedaan op geldschieters. De gebouwen werden nu nog enkel gebruikt door andere verenigingen.
Tijdens Tweede Wereldoorlog namen de Duitsers het gebouw over en stelden ze het ter beschikking van collaborerende verenigingen. Op het terrein werd een luchtafweer opgesteld. Noodgedwongen lagen alle activiteiten stil, ook het verhuren van het gebouw. Na de bevrijding bezetten de Engelsen even het terrein. De filharmonie kreeg haar gebouw en grond uiteindelijk terug, met enorme schade veroorzaakt door ontploffingen. Dus moest men terug op zoek naar geld en naar huurders voor de lokalen.

## 1947 – 1984: een nieuwe bestaansreden
In 1945 kreeg de voorzitter van de filharmonie een vraag om een stuk van het gebouw te mogen afhuren, vanwege de kruisbooggilde Sint-Joris en Sint-Denijs. Deze aanvraag bepaalde de verdere geschiedenis van de filharmonie. Er volgden onderhandelingen en op vijf november 1947 werd een akkoord gesloten.
De Sint-Joris-en-Sint-Denijsgilde huurde de gebouwen en de grond. Zij leenden aan de filharmonie, voor onbeperkte duur, de som van 100.000 fr. (eventueel verhoogd tot 200.000 fr). En zij stonden in voor de vaste kosten.
Als tegenprestatie stelde de filharmonie dat de kruisbooggilde bij eventuele verkoop het eerste recht van aankoop zou hebben. De gilde benoemde ook drie leden in het bestuur van de filharmonie. En een van de leden, dhr. Ryckeman, werd aangesteld als membre adjoint, lid zonder stemrecht. Enkele maanden later werd hij zelfs ondervoorzitter met stemrecht.
De jaren vijftig zorgden voor een opleving. De filharmonie kreeg zijn faam gedeeltelijk terug. Een belangrijk onderdeel vormden de bals en zeker het carnavalbal. Dit soort bals was toen in Brugge nog verboden, maar niet in de toenmalige gemeente Assebroek. De financiële problemen waren echter nog niet opgelost. Er stond nog altijd de lening van de kruisbooggilde open en ook de belastingen moesten betaald worden. Opnieuw verkocht men bomen. In 1960 kwam de oorlogsschadevergoeding er en kon men de schuld aan de gilde afbetalen.
Maar niet enkel het financiële was een probleem. Bijna alle leden waren op leeftijd. Bijna elke algemene vergadering moest een nieuw lid benoemen, meestal iemand die lid was van de gilde. De gilde betaalde ook de herstellingskosten voor het gebouw. Maar de herstellingen bleken niet voldoende zodat men in 1965 besliste om het oude gebouw af te breken en een nieuw gebouw te plaatsen.
Men kon dit doen doordat in 1960 naast de kruisbooggilde ook de handbooggilde Ivanhoe, gesticht door leden van de kruisbooggilde, hun intrek nam in het gebouw en een deel van de pacht betaalde. Een zevental jaar later huurde ook de karabijnschuttersvereniging G.P.K. een deel van het gebouw. Met een gezamenlijk ledenbestand van een 180 man was een investering in een nieuw gebouw verantwoord. In 1968 werd het gebouw ingehuldigd door de burgemeesters van Assebroek en van Brugge.
In 1972 vierde de filharmonie haar 150-jarig bestaan, maar bals werden er niet meer georganiseerd. Voor bestuursleden werd er meer en meer beroep gedaan op de kruisbooggilde. Nieuwe leden kwamen er niet meer bij. In 1984 besliste de vzw de grond en het gebouw in erfpacht te geven aan de Sint-Joris-en-Sint-Denijsgilde. Deze gilde stond verder in voor het onderverhuren van de gebouwen aan een aantal verenigingen.